# I massacri belgi
I massacri belgi. Agli operai d'Europa e degli Stati Uniti (in inglese The Belgian Massacres. To the Workmen of Europe and the United States), è un opuscolo politico scritto da Karl Marx nel maggio 1869. In esso, Marx risponde alla violenta repressione degli scioperi avvenuta in Belgio il mese precedente.

## Contesto storico
Il socialismo, come ideologia politica, è emerso per la prima volta in Belgio nella seconda metà del XIX secolo. Karl Marx aveva vissuto brevemente a Bruxelles in esilio tra il 1845 e il 1848, ma non aveva fatto breccia nel dominio della politica belga da parte dei partiti liberali e cattolici. Il regno di Leopoldo II vide per la prima volta l'ascesa di gruppi e partiti politici socialisti organizzati, in particolare tra i lavoratori dell'industria nella regione meridionale della Vallonia. I sindacati furono legalizzati nel 1866, aprendo la strada alla politica del lavoro organizzata. L'Associazione Internazionale dei Lavoratori tenne la sua prima conferenza fuori dalla Svizzera a Bruxelles nel 1868 quando il socialismo belga, guidato da figure come César De Paepe, si espanse notevolmente. Nell'aprile 1869 scoppiò uno sciopero nelle città industriali di Seraing, provincia di Liegi e Frameries, provincia dell'Hainaut, che fu represso con la violenza. Almeno nove scioperanti sono stati uccisi dalla Guardia civile, una milizia, durante lo scontro che ne è seguito. Un rapporto dettagliato dello sciopero è stato fornito all'Internazionale dal socialista belga Eugène Hins.

## Contenuto
L'opuscolo di Marx fu preparato nelle versioni francese e inglese e presentato al Consiglio Generale dell'Internazionale il 4 maggio 1869 e fu pubblicato ufficialmente come volantino a Londra il 12 maggio 1869. Successivamente fu ripubblicato, integralmente o in forma ridotta, in forma numero di giornali belgi ed europei.
Nel testo, Marx contrappone la relativa accettazione degli scioperi nel Regno Unito e negli Stati Uniti con l'atteggiamento aggressivo assunto in Belgio. Egli scrive:
(Karl Marx, "Massacri Belgi")
Marx suggerisce diverse spiegazioni per la violenta repressione dello sciopero. Ritiene che l'esercito belga abbia provocato la rivolta che è stata utilizzata per giustificare la repressione dello sciopero e accusa di complicità gli interessi politici e commerciali conservatori in Belgio. Suggerisce anche che la violenta repressione avesse lo scopo di inviare un messaggio politico all'imperatore francese Napoleone III. Fa un confronto con la repressione britannica della ribellione di Morant Bay del 1865 in Giamaica. In definitiva, attacca il governo di Walthère Frère-Orban per "aver giocato in modo vistoso il gendarme del capitale contro il lavoro" e minaccia che il risultato sarà l'indebolimento del sostegno proletario all'indipendenza belga, consentendo la possibile futura annessione del Belgio da parte delle grandi potenze. Chiede che i lavoratori provenienti dall'Europa e dagli Stati Uniti raccolgano denaro per risarcire le famiglie dei lavoratori uccisi.